# Dyspteris curvilinearia
Dyspteris curvilinearia är en fjärilsart som beskrevs av Charles Oberthür. Dyspteris curvilinearia ingår i släktet Dyspteris och familjen mätare. Inga underarter finns listade i Catalogue of Life.